# Melusina

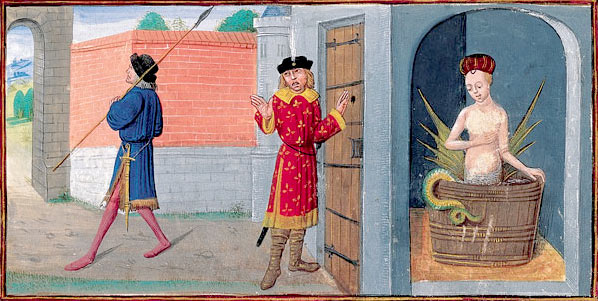
Melusinas hemlighet avslöjas, från Le Roman de Mélusine. En av sexton målningar av Guillebert de Mets omkring 1410. Originalet förvaras i Bibliothèque nationale de France.

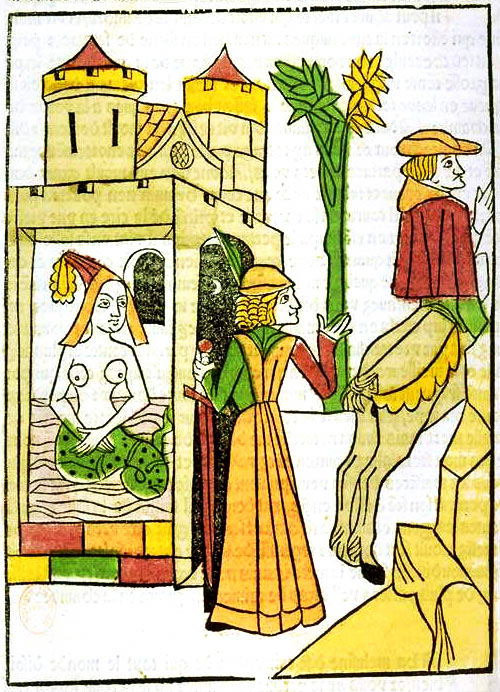
Raymond går in till sin hustru, Melusina, och upptäcker att hennes nedre kropp är förvandlad till en orm. Illustration från Jean d'Arras Le livre de Mélusine, 1478.

Melusina eller Melusine (franska: Mélusine) är en fiktiv hjältinna i en välkänd europeisk legend. Äldsta kända nedtecknade sagan om Melusina är författad av fransmannen Jean d'Arras 1387, vilken bygger på en muntligt traderad berättelse.
Enligt den framställda sagan var Melusina en underskön kungadotter från Alba (Skottland) vilken, till straff för att hon hämnats på sin fader för ett löftesbrott som han begått mot modern, dömts att varje lördagskväll bli till hela nedre delen av sin kropp förvandlad till en fisk, i den svenska folksagan till en orm. Denna förhäxning skulle upphöra om hon fann en make som vid trolovningen hade svurit att varje lördag lämna henne ensam och utan att titta på henne, samt obrottsligt hållit denna ed tills hon fått tolv barn med honom. Men om han bröt eden, då skulle hennes straff upphöra först på yttersta dagen.
Sagan förtäljer hur Melusina lyckades vinna en ung greveson, Raimond (till Forêt i Poitou). Hon blev hans maka och uppförde det präktiga slottet Lusignan. Hon förblev honom i allt trogen och födde honom tio söner, vilka i olika länder förvärvade makt och krigarrykte åt huset Lusignan. Emellertid skulle ofärden komma. Raimond eggades av sin bror att en lördagsafton tränga in till Melusinas badrum, vilket fick till följd att hon efter ett högtidligt avsked lämnade hemmet och försvann i luften. Sedermera uppenbarade hon sig ofta, och när någon olycka förestod ätten, hördes hon alltid dagarna innan från slottstornets tak upphäva klagoljud.
Folkboken Melusina utgör en blandning av fésaga och riddarroman och bygger på Jean d'Arras roman från 1387. Folkboken spreds till flera länder och kom över Danmark in i Sverige, där den var väl känd på 1600-talet, såsom ett ställe i Georg Stiernhielms Hercules visar. Under 1700- och 1800-talet har många upplagor tryckts på svenska (i Kungliga biblioteket är den första från 1736).
Melusinasagan har ofta lockat till konstnärlig bearbetning; bland annat har Moritz Schwind ägnat den en berömd akvarellserie. Melusina förekommer även i verk av bland andra de tyska författarna Goethe och Franz Grillparzer, i konsert-ouvertyren Das Märchen von der schönen Melusine av Felix Mendelssohn från 1833 och i romanen El unicornio av argentinaren Manuel Mujica Lainez från 1965.
I sin bok Arcane 17 (1944) tar André Breton Melusina till utgångspunkt för ett resonemang kring efterkrigstidens stora behov av feministiska krafter i förhållande till en alltför dominerande maskulin och destruktiv världsordning.
Den franska sångerskan och låtskrivaren Nolwenn Leroy inspirerades av Melusina för sin låt "Mélusine", som dök upp på hennes album Histoires Naturelles 2005.